# 일곡초등학교
일곡초등학교는 광주광역시 북구 일곡동에 있는 초등학교이다.

## 학교 연혁
- 1995년 4월 3일 설립인가
- 1997년 3월 1일 일곡초등학교 개교(18학급)
- 1997년 4월 1일 병설유치원 개원(1학급)
- 2023년 9월 1일 제11대 박창우 교장 부임
- 2024년 1월 5일 제27회 졸업(졸업생 128명, 총 졸업생 6,008명)
- 2024년 3월 1일 26학급 편성(특수 1학급 포함), 유치원 1학급

## 학교 상징
- 교화 - 철쭉 : 협동, 봉사
- 교목 - 소나무 : 기상, 지조
- 교색 - 녹색 : 젊음, 상징

## 참고 자료
- 일곡초등학교 - 한국교육학술정보원 학교알리미